# Косово (област Шумен)
Вижте пояснителната страница за други значения на Косово.
Косово (също Косовча) е село в Североизточна България. То се намира в община Каспичан, област Шумен.

## История
На мястото на днешното село по времето на Второто българско царство е съществувала крепостта Косова.

## Население
Численост на населението според преброяванията през годините:
| \| Година на преброяване \| Численост \| \| --------------------- \| --------- \| \| 1934 \| 852 \| \| 1946 \| 773 \| \| 1956 \| 651 \| \| 1965 \| 620 \| \| 1975 \| 407 \| \| 1985 \| 384 \| \| 1992 \| 392 \| \| 2001 \| 341 \| \| 2011 \| 240 \| \| 2021 \| 230 \| |           |
| Година на преброяване | Численост |
| 1934 | 852       |
| 1946 | 773       |
| 1956 | 651       |
| 1965 | 620       |
| 1975 | 407       |
| 1985 | 384       |
| 1992 | 392       |
| 2001 | 341       |
| 2011 | 240       |
| 2021 | 230       |

### Етнически състав

#### Преброяване на населението през 2011 г.
Численост и дял на етническите групи според преброяването на населението през 2011 г.:
|                     | Численост | Дял (в %) |
| Общо                | 240       | 100,00    |
| Българи             | 54        | 22,50     |
| Турци               | 0         | 0,00      |
| Цигани              |           |           |
| Други               | 185       | 77,08     |
| Не се самоопределят |           |           |
| Неотговорили        | 0         | 0,00      |

## Културни и природни забележителности
Еднокорабната и едноапсидна църква е от 1858 година. Реставрирана е по програмите за борба с бедствията и авариите. Не е изписвана никога. Царският ред икони са забележително творение на тревненския майстор Захария Цанюв, оставил няколко икони и в съседните църкви по Сърта. Отвън църквата има добре запазен дървен нартекс. Зидарията е от добре издялани квадри с хоросанова спойка.
В началото на селото все още са запазени петдесетина надгробни плочи, основно от 19 век, но няколкото големи анонимни надгробни кръста подсказват, че то може да се датира от късното средновековие. Подобно гробище от 15-16 век има в съседното каспичанско село Калугерица, но там кръстовете са много по-големи.
Само в това село по Сърта, могат все още да се видят каменни къщи на два етажа, голяма част от които се саморазрушават или разграбват от местното население косовцани.

## Редовни събития
Празникът на селото се отбелязва всяка година на 6 май.

## Други
В миналото селото е едно от най-богатите в Шуменска и Провадийски околии. В селото живеят предимно придошли цигани копанари. Състоянието на публичните сгради е много лошо. Читалището е затворено и е пред самосрутване.